# Ligue de diamant 2010 - 400 m féminin
Navigation
2011
Le 400 mètres féminin de la Ligue de Diamant 2010 s'est déroulé du 14 mai au 19 août 2010. La compétition a fait successivement étape à Doha, Oslo, Eugene, Gateshead, Stockholm et Londres, la finale se déroulant à Zürich. L'épreuve est remportée par l'Américaine Allyson Felix, vainqueur également du 200 mètres.

## Calendrier
| Date            | Meeting                         | Ville     | Pays        |
| --------------- | ------------------------------- | --------- | ----------- |
| 14 mai 2010     | Qatar Athletic Super Grand Prix | Doha      | Qatar       |
| 4 juin 2010     | Bislett Games                   | Oslo      | Norvège     |
| 3 juillet 2010  | Prefontaine Classic             | Eugene    | États-Unis  |
| 10 juillet 2010 | Meeting de Gateshead            | Gateshead | Royaume-Uni |
| 6 août 2010     | DN Galan                        | Stockholm | Suède       |
| 14 août 2010    | Aviva London Grand Prix         | Londres   | Royaume-Uni |
| 19 août 2010    | Weltklasse Zürich               | Zurich    | Suisse      |

## Résultats
| Date | Meeting   | 1er                        | 1er   | 2e                             | 2e    | 3e                             | 3e    |
| --- | --------- | -------------------------- | ----- | ------------------------------ | ----- | ------------------------------ | ----- |
| 14 mai 2010 | Doha      | Allyson Felix 50 s 15 (WL) | 4 pts | Amantle Montsho 50 s 34        | 2 pts | Novlene Williams-Mills 50 s 50 | 1 pt  |
| 4 juin 2010 | Oslo      | Amantle Montsho 50 s 34    | 4 pts | Novlene Williams-Mills 50 s 43 | 2 pts | Debbie Dunn 50 s 75            | 1 pt  |
| 3 juillet 2010 | Eugene    | Allyson Felix 50 s 27      | 4 pts | Amantle Montsho 50 s 30 (SB)   | 2 pts | Shericka Williams 50 s 31 (SB) | 1 pt  |
| 10 juillet 2010 | Gateshead | Shericka Williams 50 s 44  | 4 pts | Debbie Dunn 50 s 66            | 2 pts | Novlene Williams-Mills 50 s 90 | 1 pt  |
| 6 août 2010 | Stockholm | Tatyana Firova 50 s 46     | 4 pts | Debbie Dunn 50 s 59            | 2 pts | Francena McCorory 50 s 66      | 1 pt  |
| 14 août 2010 | Londres   | Allyson Felix 50 s 79      | 4 pts | Tatyana Firova 50 s 84         | 2 pts | Debbie Dunn 50 s 89            | 1 pt  |
| 19 août 2010 | Zürich    | Allyson Felix 50 s 37      | 8 pts | Debbie Dunn 50 s 57            | 4 pts | Amantle Montsho 50 s 63        | 2 pts |
| Records et Performances - AR : Record continental (area record) - CR : Record des championnats (championship record) - MR : Record du meeting (meet record) - NR : Record national (national record) - OR : Record olympique (olympic record) - PR : Record paralympique (paralympic record) - PB : Record personnel (personal best) - SB : Meilleure performance personnelle de la saison (season's best) - WL : Meilleure performance mondiale de l'année (world leader) - WJR : Record du monde junior (world junior record) - WR : Record du monde (world record) Circonstances et Conditions - DNF : N'a pas terminé (did not finish) - DNS : N'a pas pris le départ (did not start) - DQ : Disqualification (disqualification) - NM : Aucun essai valable enregistré (No Mark) - Q : Qualifié « directement » au prochain tour (ou à la prochaine compétition), lors d'une compétition majeure, grâce au classement ou à la réalisation des minima (automatic qualifier) - q : Qualifié au prochain tour (ou à la prochaine compétition), lors d'une compétition majeure, grâce au repêchage ou à la réalisation de l'une des meilleures performances parmi celles des « non qualifiés directement » (grâce au meilleur temps ou à la meilleure distance par exemple) (secondary qualifier) |           |                            |       |                                |       |                                |       |

## Classement général
| Rang | Athlète                | Points |
| ---- | ---------------------- | ------ |
| 1    | Allyson Felix          | 20     |
| 2    | Amantle Montsho        | 10     |
| 3    | Debbie Dunn            | 10     |
| 4    | Tatyana Firova         | 6      |
| 5    | Shericka Williams      | 5      |
| 6    | Novlene Williams-Mills | 4      |